# Richard Hamann (Kunsthistoriker)

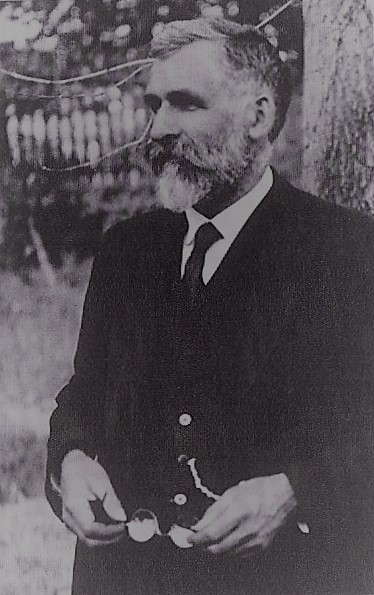
Der Kunsthistoriker in seinem 59. Lebensjahr

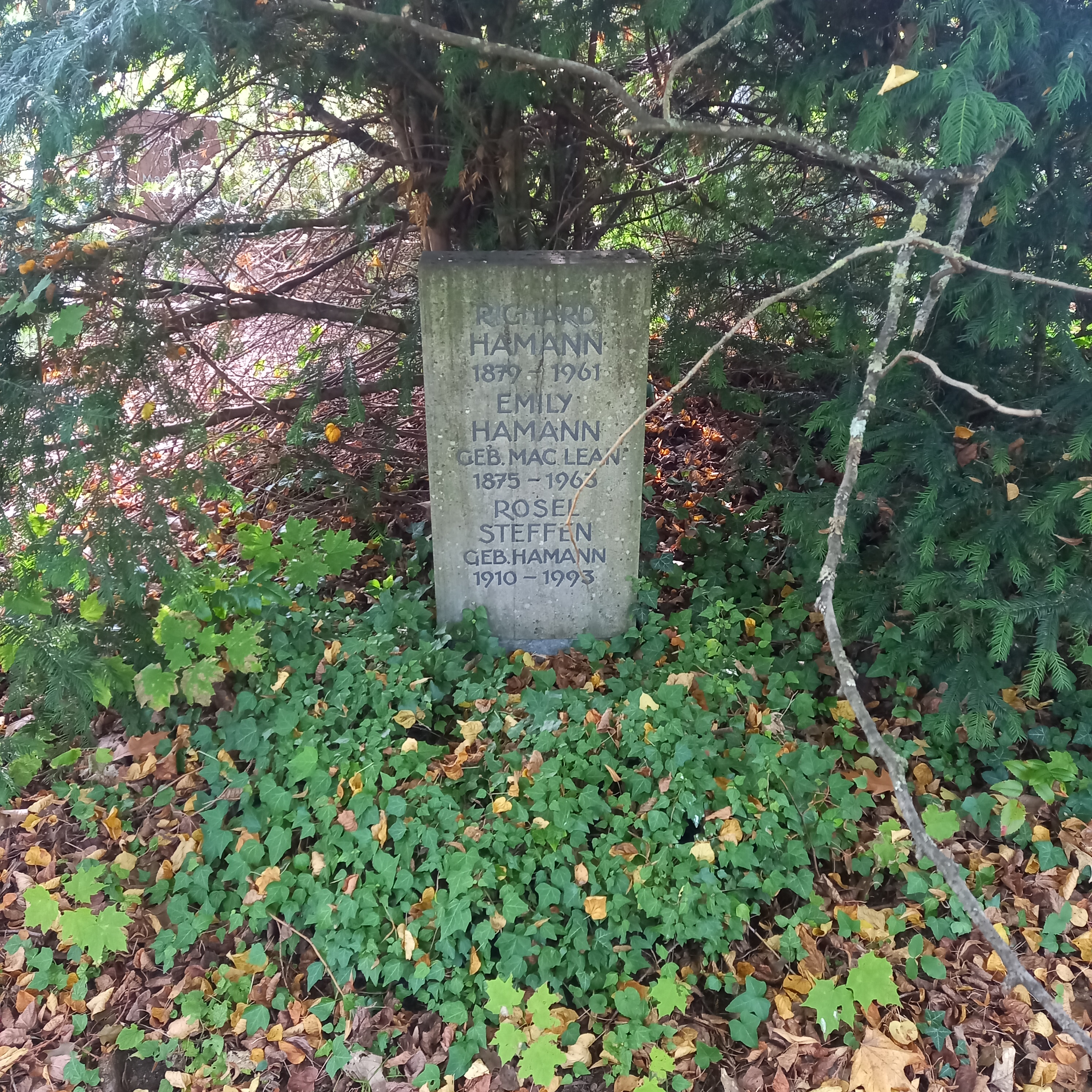
Das Grab von Richard Hamann und seiner Ehefrau Emily geborene Mac Lean im Familiengrab auf dem Hauptfriedhof Marburg

Heinrich Richard Hamann (* 29. Mai 1879 in Seehausen (Börde); † 9. Januar 1961 in Immenstadt, Allgäu) war ein deutscher Kunsthistoriker und Begründer des Bildarchivs Foto Marburg.

## Leben
Der Sohn eines Landbriefträgers, später Postschaffners, erhielt auf Grund seiner überragenden schulischen Leistungen ein Stipendium und besuchte das Pädagogium zum Kloster Unser Lieben Frauen in Magdeburg. Dort freundete er sich mit Georg Kaiser und Wilhelm Waetzoldt an. 1898 schloss er die Reifeprüfung als Primus Omnium ab.
Mit Hilfe eines weiteren Stipendiums studierte er anschließend Philosophie, Germanistik und Kunstgeschichte in Berlin, wo er 1902 bei Wilhelm Dilthey zum Dr. phil. promoviert wurde. An einer schweren Krankheit leidend und finanziell verarmt, schlug er sich teilweise als Hauslehrer durch, bis ihn 1905 ein kleines Forschungsstipendium erreichte. 1911 folgten die Habilitation bei Heinrich Wölfflin sowie die erste Professur für Kunstgeschichte an der Königlichen Akademie zu Posen. 1913 folgte er einem Ruf als Ordinarius für Kunstgeschichte an der Universität Marburg, wo er bis zu seiner Emeritierung im Jahre 1949 tätig war. Von 1947 bis 1957 war er als Gastprofessor für Kunstgeschichte an der Humboldt-Universität zu Berlin tätig. Einer seiner Schüler war Heinrich Trost.
1924 erschien im Marburger Jahrbuch für Kunstwissenschaft seine wegweisende Arbeit über die deutsche Plastik des Mittelalters; in ihr brachte er erstmals das in der Chronik des Thietmar von Merseburg beschriebene Kreuz aus der Zeit des Kölner Erzbischofs Gero mit dem im Kölner Dom befindlichen Kreuz – heute als Gerokreuz bekannt – in Zusammenhang.
Hamann gab entscheidende Anregungen für das Konzept des „Jubiläumsbaus“, der 1927 aus Anlass des 400-jährigen Bestehens der Universität als Gebäude für die Kunst- und Kulturwissenschaften nebst ihren zugehörigen Sammlungen fertiggestellt wurde.
Hamann gründete auch das Bildarchiv Foto Marburg, die fotografische Abteilung des Kunstgeschichtlichen Seminars, für das er beständig Bildmaterial sammelte. Zu seinen zahlreichen wissenschaftlichen Publikationen gehört auch das zweibändige Standardwerk Geschichte der Kunst, das in vielen Auflagen erschien (1933–1959).
Seine Berufung nach Ost-Berlin 1947 an die Humboldt-Universität als Nachfolger des 1945 entlassenen Wilhelm Pinder war ein politisches Zeichen. 1949 wurde Hamann zum ordentlichen Mitglied der Akademie der Wissenschaften der DDR gewählt. Außerdem wurde er mit dem Nationalpreis der DDR ausgezeichnet. Im Jahr 1954 gründete er an der Akademie die Arbeitsstelle für Kunstgeschichte, die mit grundlegenden und langfristig konzipierten Forschungen auf dem Gebiet der DDR begann. 1956 musste Hamann aber nach einem politischen Kurswechsel aufgrund des neuen Staatssekretärs Wilhelm Girnus den Lehrstuhl nach seiner Entpflichtung aufgeben und verließ die DDR wieder. Sein Nachfolger auf dem Lehrstuhl wurde Gerhard Strauss. Nach Hamanns Tod übernahm Edgar Lehmann die Leitung der Forschungsstelle, die 1971 ihre Arbeit einstellen musste.
Zu Hamanns Schülern gehörten u. a. Hermann Deckert und Gustav André. Auch Hamanns Sohn Richard wurde Kunsthistoriker, nannte sich aber 1939 nach dem Geburtsnamen seiner Mutter in Hamann-Mac Lean um, um bei wissenschaftlichen Publikationen Verwechslungen mit seinem Vater zu vermeiden. Auch der in den USA lehrende Kulturhistoriker und Germanist Jost Hermand war langjähriger Mitarbeiter und Schüler von Hamann.

## Ehrungen
- Zu Hamanns – zumindest aus eigener Sicht – verbindenden Wirken als „Grenzgänger“ zwischen West und Ost fand 2008 in Marburg eine Tagung statt.
- Zu Hamanns Gedächtnis vergibt die Universität Marburg den nach ihm benannten Richard-Hamann-Preis. Anlässlich des 2009 in Marburg stattfindenden Deutschen Kunsthistorikertages wurde er erstmals für herausragende wissenschaftliche Leistungen verliehen.[5] Erster Preisträger war der Berliner Wissenschaftler Horst Bredekamp.[6]
- Fritz Cremer schuf 1954 eine Porträtbüste Hamanns in Bronze, die von der Nationalgalerie Berlin verwahrt wird.[7]

## Schriften (Auswahl)

### Monographien
- Das Symbol. Dissertation Friedrich-Wilhelms-Universität Berlin. W. Hecker, Gräfenhainichen 1902.
- Ein Gang durch die Jahrhundert-Ausstellung, 1775–1875. Reimer, Berlin 1906.
- Die Frührenaissance der italienischen Malerei. E. Diederichs, Jena 1909.
- mit Felix Rosenfeld: Der Magdeburger Dom. Beiträge zur Geschichte und Ästhetik mittelalterlicher Architektur, Ornamentik und Skulptur. G. Grote, Berlin 1910.
- Ästhetik. B. G. Teubner, Leipzig 1911 (2. Auflage 1919).
- Rembrandts Radierungen. Bruno Cassirer, Berlin 1914.
- Krieg, Kunst und Gegenwart. Aufsätze. Elwert, Marburg 1917.
- Die deutsche Malerei vom 18. bis zum Beginn des 20. Jahrhunderts. B. G. Teubner, Leipzig 1925.
- mit Hans Weigert: Das Strassburger Münster und seine Bildwerke. Deutscher Kunstverlag, Berlin 1928.
- Geschichte der Kunst von der altchristlichen Zeit bis zur Gegenwart. Knaur, Berlin 1933 (weitere Aufl. 1934, 1935).
- Die Elisabethkirche zu Marburg. A. Hopfer, Burg bei Magdeburg 1938.
- Ägyptische Kunst. Wesen und Geschichte. Knaur, Berlin 1944.
- Rembrandt. Eduard Stichnote, Potsdam 1948.
- Griechische Kunst, Wesen und Geschichte. Droemer, München 1949.
- Tierplastik im Wandel der Zeiten. Akademie-Verlag, Berlin 1949.
- Die Abteikirche von St. Gilles und ihre künstlerische Nachfolge. Akademie-Verlag, Berlin 1955f.
- Geschichte der Kunst. 1. Band: Von der Vorgeschichte bis zur Spätantike. 2. Band: Von der altchristlichen Zeit bis zur Gegenwart. Droemer, München (u. Akademie-Verlag, Berlin) 1959.
- mit Jost Hermand: Deutsche Kunst und Kultur von der Gründerzeit bis zum Expressionismus. 5 Bände (Gründerzeit, Naturalismus, Impressionismus, Stilkunst um 1900, Expressionismus), Akademie-Verlag, Berlin 1959ff.
  - auch bei Nymphenburg, München 1971ff. mit geändertem Titel: Epochen der deutschen Kultur von 1870 bis zur Gegenwart.
    - Band 5: Expressionismus. ISBN 3-485-04057-6.

  - auch bei Fischer, Frankfurt a. M. 1977ff. mit geändertem Titel: Epochen der deutschen Kultur von 1870 bis zur Gegenwart.
- Theorie der bildenden Künste. Akademie-Verlag, Berlin 1980.

### Aufsätze
- Nationalsozialismus und Bildende Kunst. In: Bildende Kunst. Zeitschrift für Malerei, Graphik, Plastik und Architektur. Berlin. 3. Jahrgang Heft 1/1949, S. 25/26